# China Illustrata
La China Illustrata è un libro edito da Athanasius Kircher ad Amsterdam nel 1667. Scritto in latino e subito tradotto e pubblicato in molte lingue (olandese nel 1668, inglese nel 1669, francese nel 1670), il libro ebbe un enorme successo ed è considerato l'iniziatore della moderna sinologia.

## Descrizione
Il titolo completo dell'opera è: Athanasii Kircheri e Soc. Jesu China monumentis, qua sacris qua profanis, nec non variis Naturae et artis spectaculis, aliarumque rerum memorabilium argumentis illustrata, auspiciis Leopoldi primi, Roman. Imper. Semper augusti Munificentissimi Mecaenatis. Stampato in un formato molto grande, il libro fu pubblicato ad Amsterdam nel 1667, prima dallo stampatore Johannes Jansson van Waesberg, poi da Jacob Meurs. 
L'imprimatur fu concesso il 14 novembre 1664 da Giovanni Paolo Oliva, Preposito generale della Compagnia di Gesù, al quale l'opera è dedicata. Nella composizione dell'opera Kircher fu aiutato dai confratelli Johann Gruber e Heinrich Roth, due padri missionari tedeschi famosi per la loro conoscenza dell'Oriente.

## Contenuto

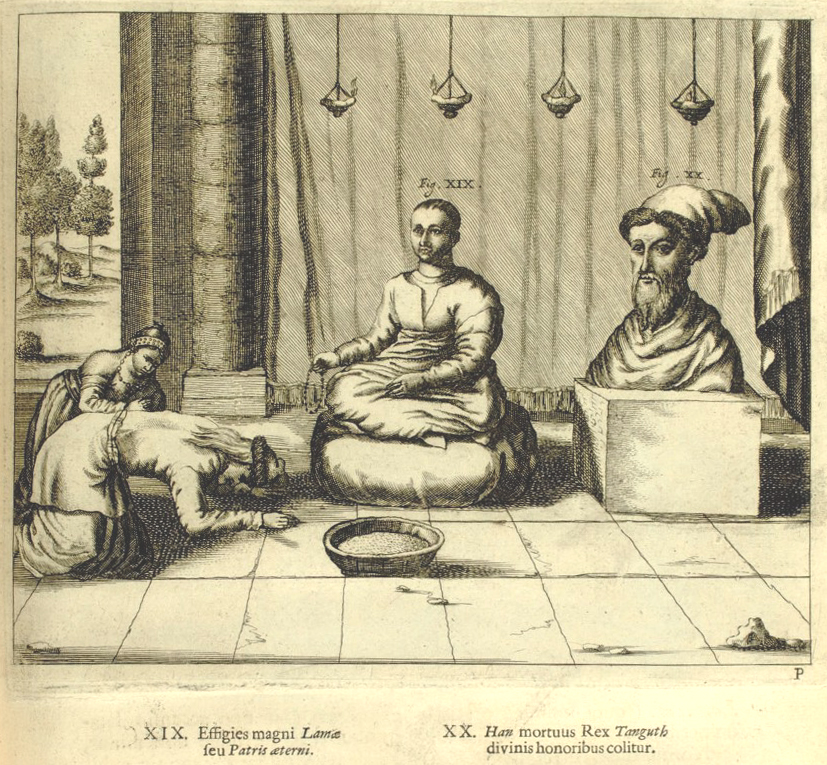
Il Grande Lama Lobsang Gyatso e, al suo fianco, una statua con l'immagine di Güshi Khan, il Khan mongolo che lo mise al potere. Stampa tratta dalla China Illustrata di Athanasius Kircher (Amsterdam, 1667), basata su un disegno di Johann Grueber.

Il libro è diviso in sei parti. Ognuna è abbondantemente illustrata con disegni e incisioni. Kircher è particolarmente interessato alle lingue orientali e alla loro scrittura (raffigurata nelle ricche illustrazioni), e cerca di individuare una relazione tra i sistemi di scrittura orientali e i geroglifici egizi, uno dei suoi principali interessi scientifici:
- Prefazione: Kircher riconosce il suo debito nei confronti dei gesuiti missionari in Estremo Oriente. Le sue fonti principali furono Johann Adam Schall von Bell (1591-66), missionario in Cina dal 1622, revisore del calendario cinese; Martino Martini (1614-61), ex allievo di Kircher, matematico della corte imperiale cinese, autore della prima mappa dettagliata della Cina, il Novus atlas sinensis (1655), Johann Grueber (1623-80), assistente di Adam Schall e missionario in Cina dal 1656 al 1661 e Michał Boym (1612-59), missionario in India dal 1643 e in Cina dal 1650. Kircher ricevette la maggior parte delle informazioni sull'India e sulla lingua sanscrita da Heinrich Roth (1620-68), missionario in India e primo studioso europeo di sanscrito e filosofia indiana, durante il suo breve soggiorno a Roma nel 1664.
- Pars I (42 pagine): contiene una riproduzione della famosa stele nestoriana, scritta in cinese e in siriaco. Il monumento fu eretto dai missionari nestoriani vicino alla città di Xi'an nel 781. Kircher ne aveva già dato notizia nel Prodromus Coptus (Roma, 1636) dove aveva pubblicato una copia della stele con una traduzione del padre Álvaro Semedo; nella China Illustrata Kircher fornisce una trascrizione, una traslitterazione e una traduzione dell'iscrizione, realizzata dal confratello Michał Boym, aiutato dai cristiani cinesi Andreas Don Sin (Shen Ande 沈安德) e Matthaeus Sina (Madou 玛窦).[1] L'opera divenne un testo standard per lo studio del cinese fino al XIX secolo.
- Pars II (De variis itineribus in Chinam susceptis, 78 pagine): racconta la storia della diffusione del Cristianesimo in Cina, India, Tartaria e altre parti dell'Asia. È la parte di maggior importanza geografica: dopo avere riportato brevemente la predicazione in estremo oriente di San Tommaso Apostolo e quella leggendaria di Prete Gianni, Kircher descrive i viaggi missionari dei padri Albert Dorville e Johann Grueber; nel capitolo V si trova la relazione del viaggio di Grueber dalla Cina al regno del Gran Mogol. Altre parti, come ad esempio la descrizione dell'arrivo dei missionari gesuiti in Cina, sono tratte dal De Christiana expeditione apud Sinas di Nicolas Trigault;
- Pars III (38 pagine): è incentrata sull'idolatria che, giunta in Oriente dall'Occidente, si diffuse in Persia, in India e in seguito in Tartaria, Cina e Giappone. Kircher realizza uno studio comparato delle idolatrie e redige un'introduzione al Brahmanesimo e al sanscrito (realizzata grazie al contributo del padre Heinrich Roth, descritto da Kircher come un uomo «trium linguarum, Parsicae, Indostanicae et Brahmanicae instructissimus»[2]).
- Pars IV (44 pagine): descrive la geografia, la natura (montagne, laghi e fiumi, piante, animali e minerali), gli usi, l'arte e l'organizzazione politica della Cina.
- Pars V (11 pagine): si concentra sull'architettura e la tecnologia in Cina, soffermandosi in particolare sulla Grande Muraglia.
- Pars VI (12 pagine): parla della letteratura cinese. Descrive i Geroglifici cinesi, ne indica l'origine, li spiega e li confronta con i geroglifici egizi. Kircher riteneva che la lingua cinese fosse imparentata con l'egizio, e metteva in evidenza le presunte somiglianze tra i due sistemi di scrittura.

## Giudizi
La China Illustrata contiene la prima descrizione di Lhasa (con incisione e descrizione dettagliata del Palazzo del Potala), e del Tibet centrale, realizzata da Dorville e Grueber. Per la prima volta il Regno del Nepal viene menzionato in una pubblicazione europea. 
L'opera fece conoscere in Europa l'alfabeto devanagari. Nella China Illustrata appaiono infatti cinque pagine di calcografie dell'alfabeto devanagari e una traslitterazione in sanscrito del Pater Noster e dell'Ave Maria. L'opera contiene anche la grammatica sanscrita di Heinrich Roth, Elementa linguae Hanscret, divenuta celebre per la sua accuratezza.  
Questo compendio delle conoscenze europee sull'Estremo Oriente (e in particolare sulla Cina) non è privo di errori. Ma è un primo tentativo di descrizione scientifica della Cina. La China Illustrata ha avuto un'enorme influenza nel plasmare l'immagine che gli europei avevano della Cina. Il lavoro di Athanasius Kircher rimase per molto tempo un'opera di riferimento sulla Cina e sull'Estremo Oriente.

## Edizioni e traduzioni
- (LA)  Athanasii Kircheri E Soc. Jesu China Monumentis, Qua Sacris quà Profanis, Nec non variis Naturæ & Artis Spectaculis, Aliarumque rerum memorabilium Argumentis Illustrata, auspiciis Leopold Primi, Roman, Imper. semper Augusti, Munificentißimi Mecænatis, Amstelodami, Janssonius a Waesberge; Weyerstraet, 1667.
- (LA) Athanasii Kircheri ... China monumentis: qua sacris quà profanis nec non variis naturae et artis spectaculis aliarumque rerum memorabilium argumentis illustrata, Amstelodami, Apud Jacobum à Meurs, 1667.
- (NL) Toonneel van China, door veel, zo geestelijke als werreltlijke, geheugteekenen, verscheide vertoningen van de natuur en kunst, en blijken van veel andere gedenkwaerdige dingen, geopent en verheerlykt, Amsterdam, Johannes Janssonius van Waesberge, en de Wede. wijlen Elizeus Weyerstraet, 1668.
- Una prima traduzione in inglese fu pubblicata in appendice alla traduzione del libro di Johan Nieuhof An embassy from the East-India Company of the United Provinces, to the Grand Tartar Cham, emperor of China […]

An embassy from the East-India Company of the United Province to the Grand Tartar Cham emperour of China. Deliv. by Peter de Goyer and Jacob de Keyzer. Wherein the cities, towns, villages, ports, rivers, etc. in their passages from Canton to Peking, are ingeniously descr. by John Nieuhoff. With an app. of several remarks taken out of Athanasius Kircher. Englished … by John Ogilby, London: Macock 1669.
- (IT) Le meraviglie della Cina, traduzione a cura di Biagio Santorelli, Bologna: Bononia University Press, 2016.[5]

- (FR) La Chine illustrée,... d'Athanase Kircher, A Amsterdam, ches Jean Jansson à Waesberge, & les heritiers d'Elizée Weyerstraet, 1670.